# Vítkov
Vítkov är en stad i Tjeckien. Den ligger i den östra delen av landet, 240 km öster om huvudstaden Prag. Vítkov ligger 470 meter över havet och antalet invånare är 6 202.
Terrängen runt Vítkov är platt åt nordväst, men åt sydost är den kuperad. Runt Vítkov är det ganska tätbefolkat, med 86 invånare per kvadratkilometer. Närmaste större samhälle är Bílovec, 19,2 km öster om Vítkov. Trakten runt Vítkov består till största delen av jordbruksmark.